# Acanthogorgia hirta
Acanthogorgia hirta is een zachte koraalsoort uit de familie Acanthogorgiidae. De koraalsoort komt uit het geslacht Acanthogorgia. Acanthogorgia hirta werd in 1868 voor het eerst wetenschappelijk beschreven door Pourtalès. 